# Mortes em junho de 2023
Mortes em 2023: ← Janeiro – Fevereiro – Março – Abril – Maio – Junho – Julho – Agosto – Setembro – Outubro – Novembro – Dezembro →
Esta é uma relação de pessoas notáveis que morreram durante o mês de junho de 2023, listando nome, nacionalidade, ocupação e ano de nascimento.

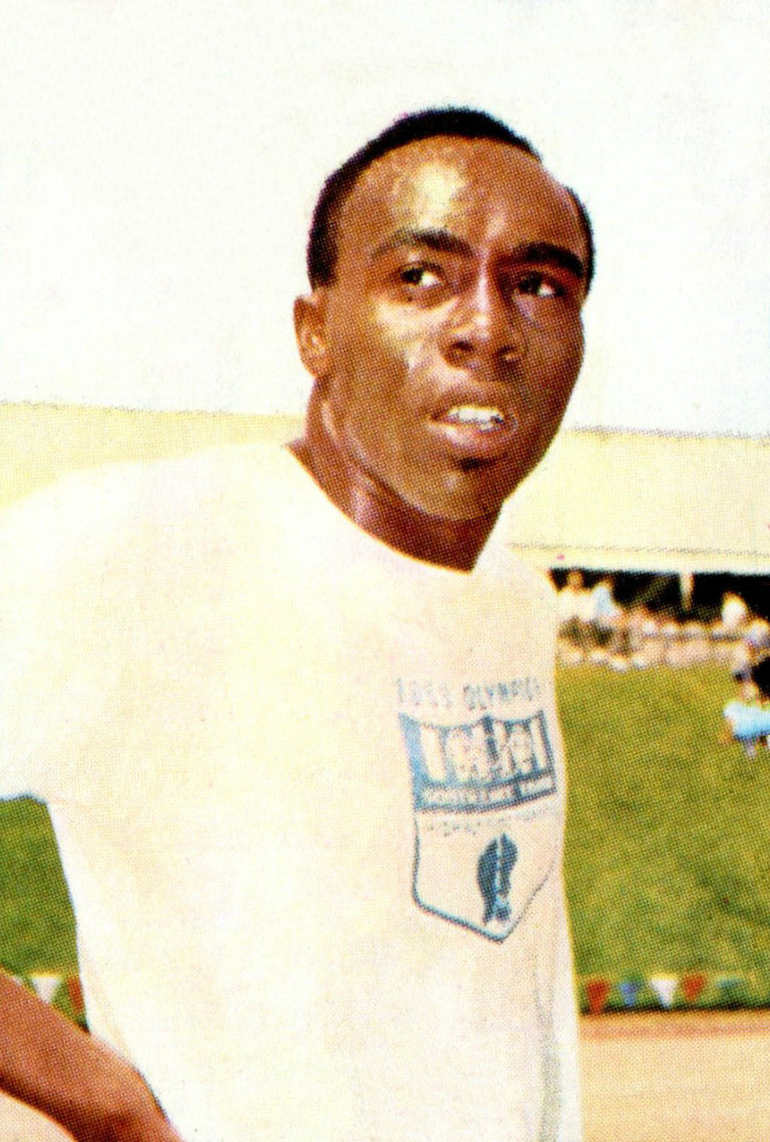
Jim Hines, atleta estadunidense.

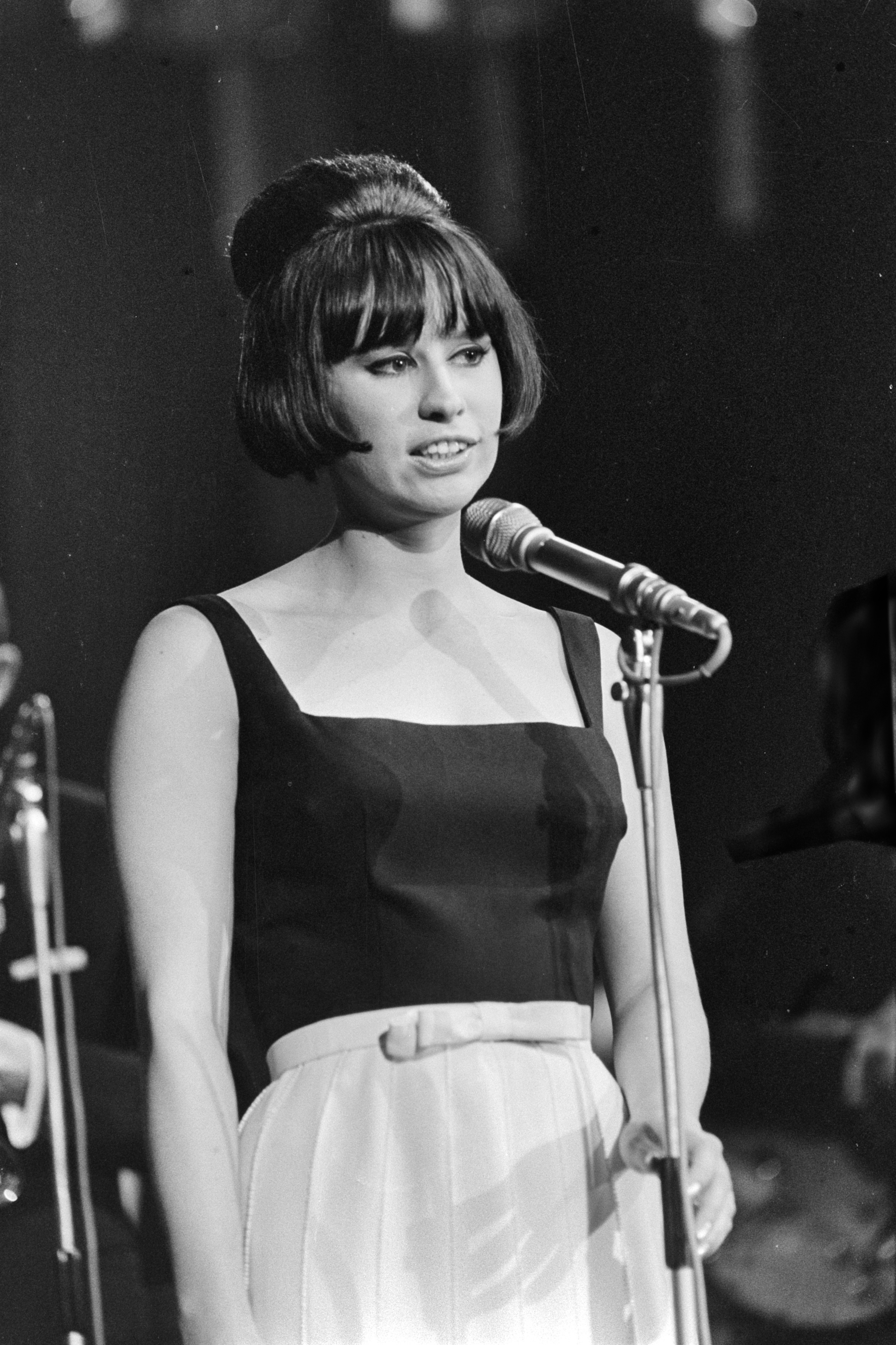
Astrud Gilberto, cantora brasileira.

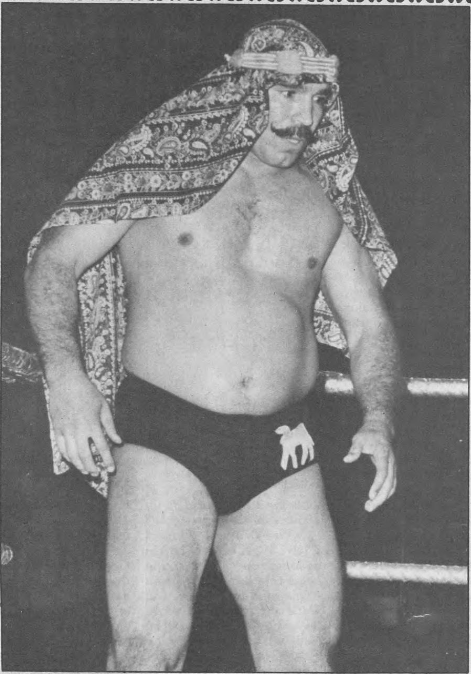
The Iron Sheik, lutador iraniano.

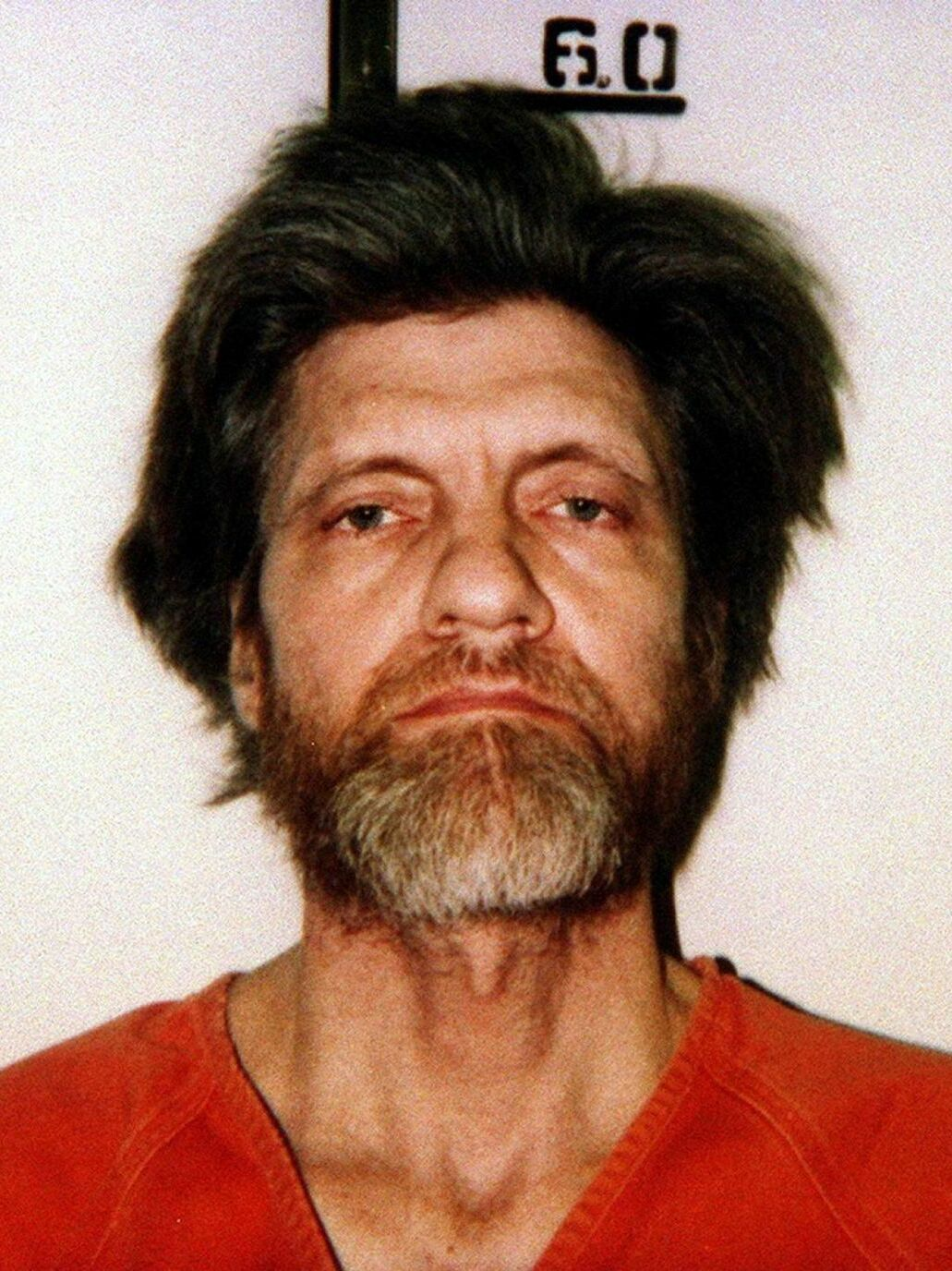
Ted Kaczynski, criminoso estadunidense.

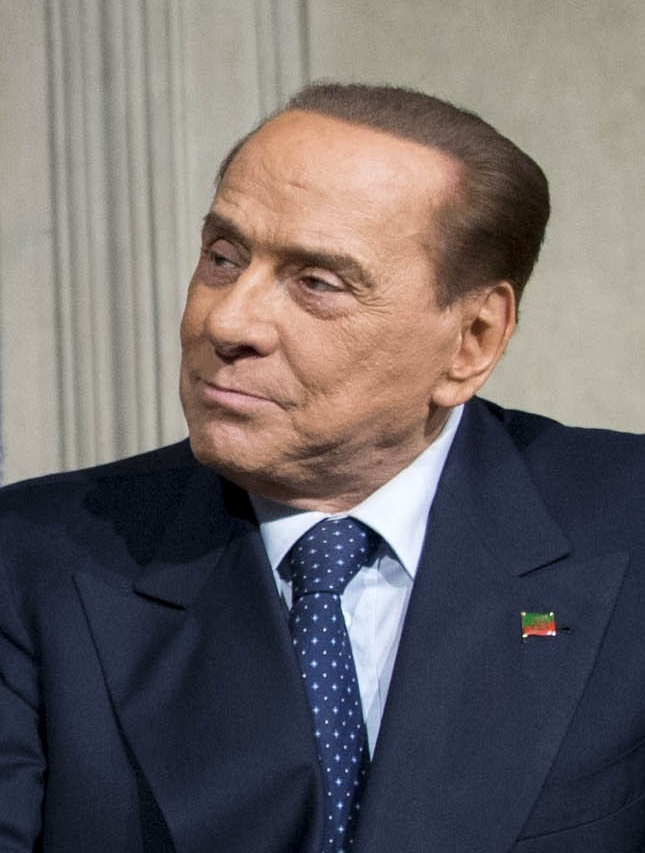
Silvio Berlusconi, político italiano.

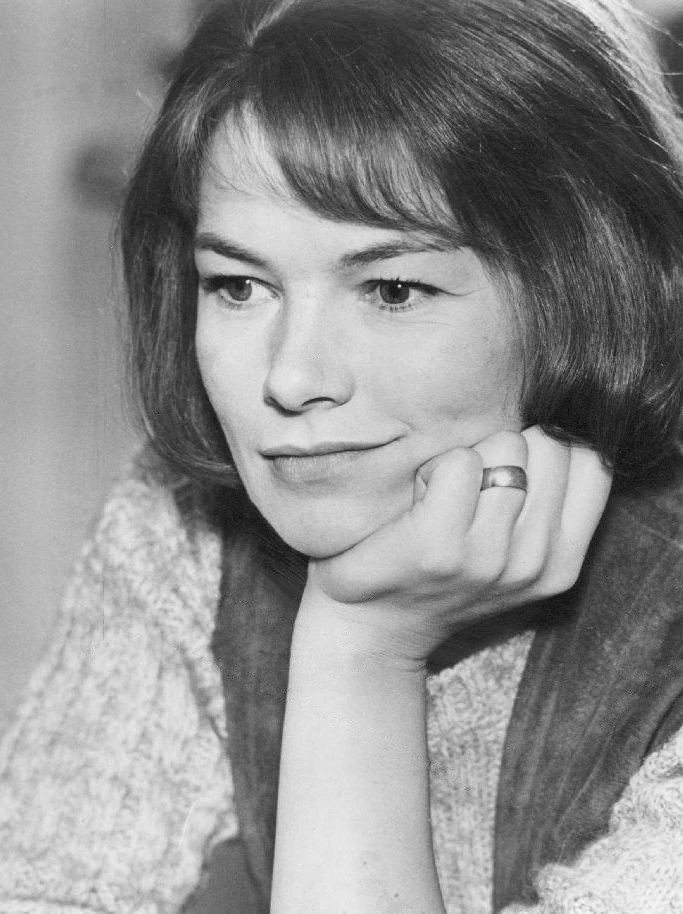
Glenda Jackson, atriz e política britânica.

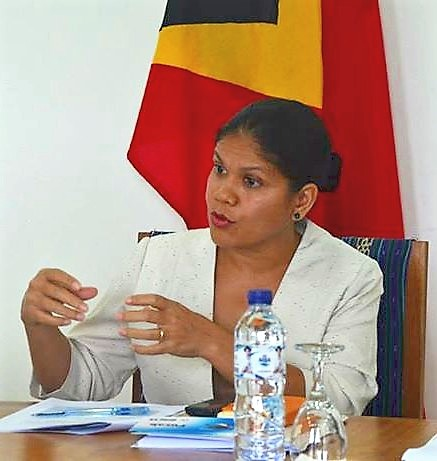
Isabel da Costa Ferreira, ex-primeira-dama de Timor-Leste.

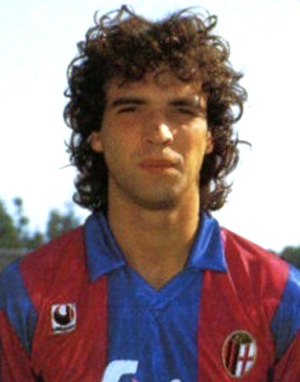
Stéphane Demol, futebolista belga.

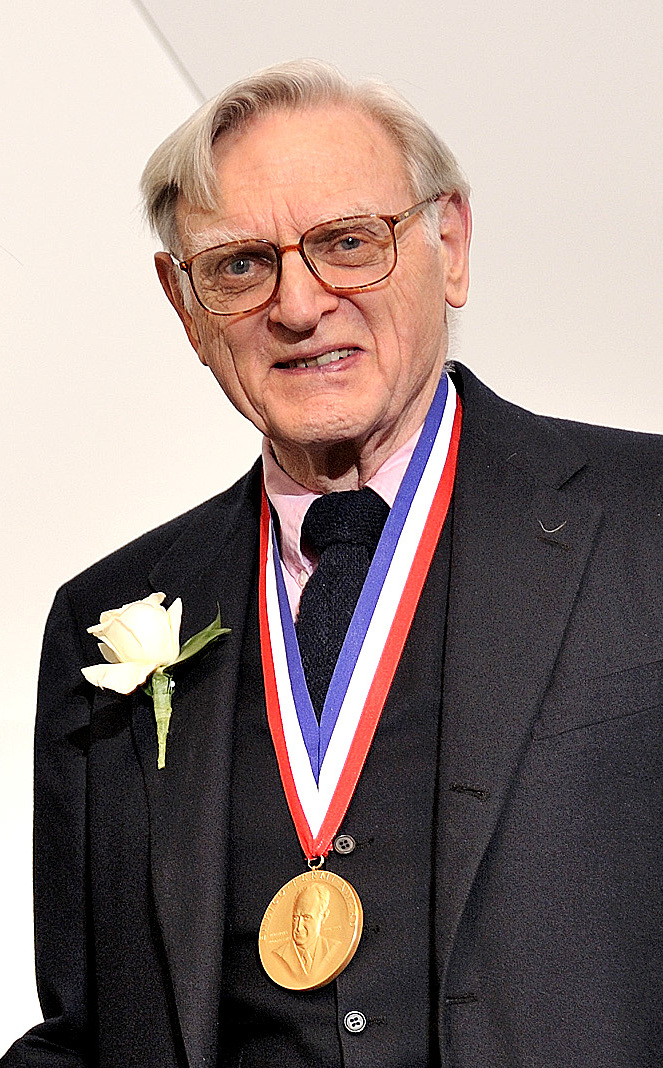
John Bannister Goodenough, físico estadunidense.

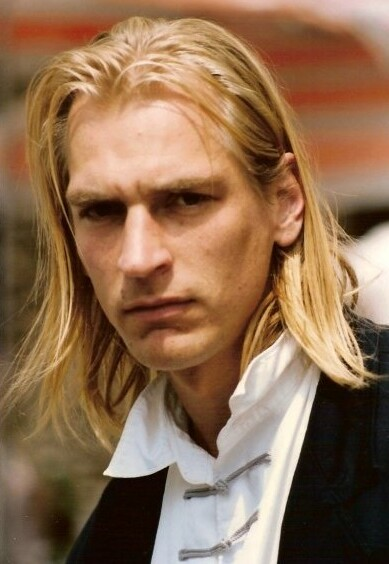
Julian Sands, ator britânico.

Alysson Paulinelli, agrônomo e político brasileiro.

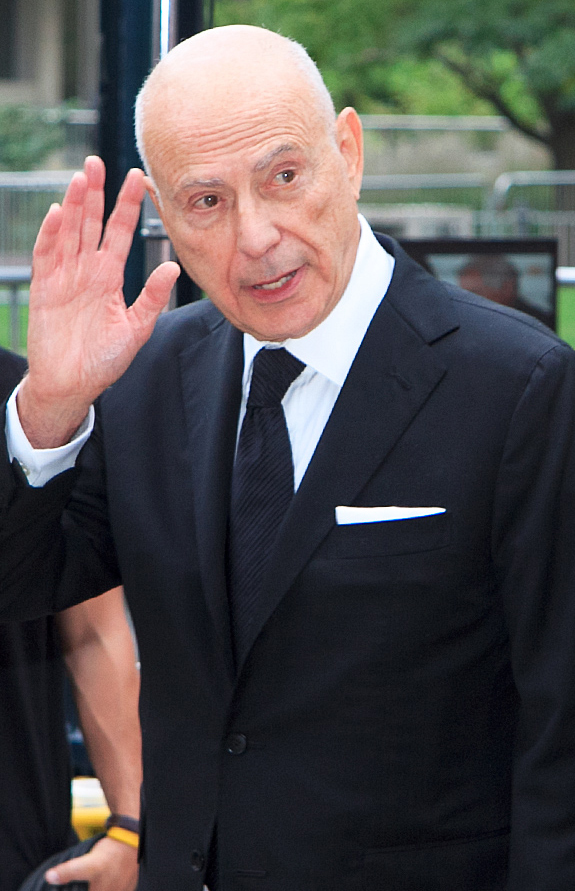
Alan Arkin, ator estadunidense.

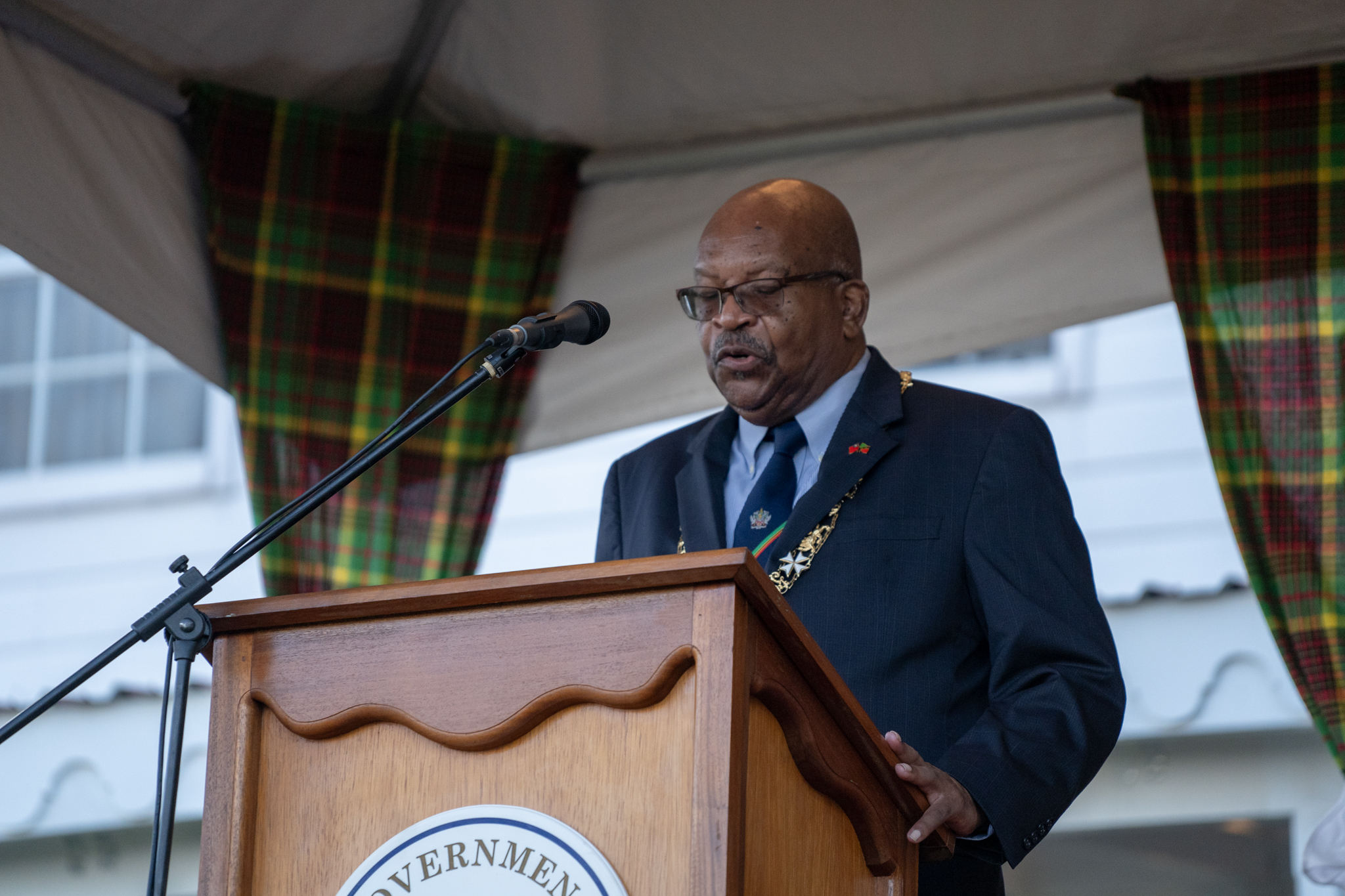
Tapley Seaton, político são-cristovense.

| Dia | Nome                      | Profissão ou motivo de reconhecimento            | Nacionalidade                    | Nasc. | Ref    |
| --- | ------------------------- | ------------------------------------------------ | -------------------------------- | ----- | ------ |
| 1   | Lauro Fabiano             | Dublador                                         | Brasil                           | 1937  | [ 1 ]  |
| 1   | Abdias Moura Filho        | Jornalista                                       | Brasil                           | 1930  | [ 2 ]  |
| 2   | Jacques Rozier            | Cineasta                                         | França                           | 1926  | [ 3 ]  |
| 2   | Kaija Saariaho            | Compositora                                      | Finlândia                        | 1952  | [ 4 ]  |
| 3   | Jim Hines                 | Atleta                                           | Estados Unidos                   | 1946  | [ 5 ]  |
| 3   | Marta Zabaleta            | Economista e escritora                           | Argentina                        | 1932  | [ 6 ]  |
| 4   | George Winston            | Pianista                                         | Estados Unidos                   | 1949  | [ 7 ]  |
| 4   | Zdenek Pouzar             | Micologista                                      | Chéquia/ Tchecoslováquia         | 1932  | [ 8 ]  |
| 5   | Robert Hanssen            | Agente                                           | Estados Unidos                   | 1944  | [ 9 ]  |
| 5   | Astrud Gilberto           | Cantora                                          | Brasil                           | 1940  | [ 10 ] |
| 6   | Mauricio Assumpção        | Dirigente esportivo                              | Brasil                           | 1962  | [ 11 ] |
| 6   | Carlos Moura              | Cantor                                           | Brasil                           | 1950  | [ 12 ] |
| 6   | Françoise Gilot           | Pintora                                          | França                           | 1921  | [ 13 ] |
| 7   | The Iron Sheik            | Lutador                                          | Irão                             | 1942  | [ 14 ] |
| 7   | Baena Soares              | Diplomata                                        | Brasil                           | 1931  | [ 15 ] |
| 7   | Ailton Paranaíba Vilela   | Político                                         | Brasil                           | 1934  | [ 16 ] |
| 8   | Pat Robertson             | Pastor                                           | Estados Unidos                   | 1930  | [ 17 ] |
| 8   | Ralé Rašić                | Futebolista                                      | Bósnia e Herzegovina/ Sérvia     | 1935  | [ 18 ] |
| 8   | Txomin Perurena           | Ciclista                                         | Espanha                          | 1943  | [ 19 ] |
| 8   | Hélio Turco               | Compositor                                       | Brasil                           | 1935  | [ 20 ] |
| 8   | Julie Garwood             | Escritora                                        | Estados Unidos                   | 1946  | [ 21 ] |
| 9   | Alain Touraine            | Sociólogo                                        | França                           | 1925  | [ 22 ] |
| 9   | Firouz Naderi             | Cientista                                        | Irão/ Estados Unidos             | 1946  | [ 23 ] |
| 9   | Wladimir Pomar            | Jornalista e escritor                            | Brasil                           | 1936  | [ 24 ] |
| 9   | Barbara Borys-Damięcka    | Política                                         | Polónia                          | 1937  | [ 25 ] |
| 9   | Yumie Hiraiwa             | Autora                                           | Japão                            | 1932  | [ 26 ] |
| 10  | Clive Barker              | Treinador de futebol                             | África do Sul                    | 1944  | [ 27 ] |
| 10  | Nuccio Ordine             | Filósofo                                         | Itália                           | 1959  | [ 28 ] |
| 10  | Ted Kaczynski             | Criminoso                                        | Estados Unidos                   | 1942  | [ 29 ] |
| 10  | Roger Payne               | Biólogo                                          | Estados Unidos                   | 1935  | [ 30 ] |
| 11  | János Söre                | Ciclista                                         | Hungria                          | 1935  | [ 31 ] |
| 11  | Fábio de Melo Sene        | Pesquisador                                      | Brasil                           | 1942  | [ 32 ] |
| 12  | Silvio Berlusconi         | Político                                         | Itália                           | 1936  | [ 33 ] |
| 12  | Vyacheslav Zaytsev        | Voleibolista                                     | Rússia/ União Soviética          | 1952  | [ 34 ] |
| 12  | Treat Williams            | Ator                                             | Estados Unidos                   | 1951  | [ 35 ] |
| 12  | Harvey Glance             | Atleta                                           | Estados Unidos                   | 1957  | [ 36 ] |
| 12  | John Romita Sr.           | Desenhista                                       | Estados Unidos                   | 1930  | [ 37 ] |
| 12  | Sergey Goryachev          | General                                          | Rússia/ União Soviética          | 1970  | [ 38 ] |
| 12  | John Fru Ndi              | Político                                         | Camarões                         | 1941  | [ 39 ] |
| 13  | Cormac McCarthy           | Escritor                                         | Estados Unidos                   | 1933  | [ 40 ] |
| 13  | Viktor Lisitsky           | Ginasta                                          | Rússia/ União Soviética          | 1939  | [ 41 ] |
| 13  | Nicholas Kaiser           | Astrônomo                                        | Reino Unido                      | 1954  | [ 42 ] |
| 13  | Teresa Ferreira           | Colorista                                        | Portugal                         | 1940  | [ 43 ] |
| 14  | Henri Boulad              | Jesuíta                                          | Egito                            | 1931  | [ 44 ] |
| 14  | Vladimir Shmelyov         | Atleta                                           | Rússia/ União Soviética          | 1942  | [ 45 ] |
| 14  | Henry Petroski            | Engenheiro                                       | Estados Unidos                   | 1942  | [ 46 ] |
| 14  | Roman Jackiw              | Físico                                           | Polónia/ Estados Unidos          | 1939  | [ 47 ] |
| 14  | Khamis Abakar             | Político                                         | Sudão                            | ?     | [ 48 ] |
| 15  | Glenda Jackson            | Atriz e política                                 | Reino Unido                      | 1936  | [ 49 ] |
| 15  | Luiz Schiavon             | Compositor e instrumentista                      | Brasil                           | 1958  | [ 50 ] |
| 15  | Gordon McQueen            | Futebolista                                      | Reino Unido                      | 1952  | [ 51 ] |
| 15  | Albeneir                  | Futebolista                                      | Brasil                           | 1957  | [ 52 ] |
| 15  | Donald Triplett           | Primeira pessoa a ser diagnosticada com autismo  | Estados Unidos                   | 1933  | [ 53 ] |
| 16  | Gino Mäder                | Ciclista                                         | Suíça                            | 1997  | [ 54 ] |
| 16  | Alfredo Rojas             | Futebolista                                      | Argentina                        | 1937  | [ 55 ] |
| 16  | Daniel Ellsberg           | Analista militar                                 | Estados Unidos                   | 1931  | [ 56 ] |
| 16  | Isabel da Costa Ferreira  | Ex-primeira-dama de Timor-Leste                  | Timor-Leste                      | 1974  | [ 57 ] |
| 16  | Paxton Whitehead          | Ator                                             | Reino Unido                      | 1937  | [ 58 ] |
| 17  | Dave Maclean              | Cantor e compositor                              | Brasil                           | 1944  | [ 59 ] |
| 18  | Teresa Taylor             | Baterista                                        | Estados Unidos                   | 1962  | [ 60 ] |
| 18  | Paul-Henri Nargeolet      | Submarinista e oceanauta                         | França                           | 1946  | [ 61 ] |
| 18  | Hamish Harding            | Bilionário e explorador                          | Reino Unido                      | 1964  | [ 61 ] |
| 18  | Shahzada Dawood           | Empresário, investidor e filantropo              | Paquistão/ Reino Unido           | 1975  | [ 61 ] |
| 18  | Stockton Rush             | Empresário                                       | Estados Unidos                   | 1962  | [ 61 ] |
| 18  | Hardeep Singh Nijjar      | Líder sikh                                       | Canadá/ Índia                    | 1977  | [ 62 ] |
| 19  | Paulo Debétio             | Compositor, produtor musical, músico e cantor    | Brasil                           | 1946  | [ 63 ] |
| 19  | George Frazier            | Beisebolista                                     | Estados Unidos                   | 1954  | [ 64 ] |
| 19  | Paulo Morsa               | Jornalista                                       | Brasil                           | 1945  | [ 65 ] |
| 19  | Clark Haggans             | Jogador de futebol americano                     | Estados Unidos                   | 1977  | [ 66 ] |
| 20  | Luís Saias                | Político                                         | Portugal                         | 1924  | [ 67 ] |
| 20  | Sung-bong Choi            | Cantor                                           | Coreia do Sul                    | 1990  | [ 68 ] |
| 20  | Ana Pereira Braga         | Política, jurista, escritora e pedagoga          | Brasil                           | 1923  | [ 69 ] |
| 20  | Zain Safar-ud-Din         | Ciclista                                         | Malásia                          | 1938  | [ 70 ] |
| 20  | Zeca do Trombone          | Musico e instrumentista                          | Brasil                           | 1944  | [ 71 ] |
| 21  | Lucia Hippolito           | Cientista política, historiadora e conferencista | Brasil                           | 1950  | [ 72 ] |
| 21  | Guillermo Escalada        | Futebolista                                      | Uruguai                          | 1936  | [ 73 ] |
| 22  | Stéphane Demol            | Futebolista                                      | Bélgica                          | 1966  | [ 74 ] |
| 22  | Jacques Ishaq             | Prelado                                          | Iraque                           | 1938  | [ 75 ] |
| 22  | Harry Markowitz           | Economista                                       | Estados Unidos                   | 1927  | [ 76 ] |
| 23  | Luís Aleluia              | Ator                                             | Portugal                         | 1960  | [ 77 ] |
| 23  | Frederic Forrest          | Ator                                             | Estados Unidos                   | 1936  | [ 78 ] |
| 24  | Dean Smith                | Velocista                                        | Estados Unidos                   | 1931  | [ 79 ] |
| 24  | Julian Sands              | Ator                                             | Inglaterra                       | 1958  | [ 80 ] |
| 25  | Simon Crean               | Político                                         | Austrália                        | 1949  | [ 81 ] |
| 25  | Hugo Blanco               | Político                                         | Peru                             | 1934  | [ 82 ] |
| 25  | John Bannister Goodenough | Físico                                           | Estados Unidos                   | 1925  | [ 83 ] |
| 25  | Ann Leslie                | Jornalista                                       | Reino Unido                      | 1941  | [ 84 ] |
| 26  | Craig Brown               | Futebolista e treinador                          | Reino Unido                      | 1940  | [ 85 ] |
| 27  | Carmen Sevilla            | Atriz, cantora e apresentadora de televisão      | Espanha                          | 1930  | [ 86 ] |
| 27  | Peter Bieri               | Escritor                                         | Suíça                            | 1944  | [ 87 ] |
| 27  | Evelyn Boyd Granville     | Matemática e professora                          | Estados Unidos                   | 1924  | [ 88 ] |
| 27  | Daniel N. Paul            | Historiador                                      | Canadá                           | 1938  | [ 89 ] |
| 27  | Antonio Perna Fróes       | Músico                                           | Brasil                           | 1944  | [ 90 ] |
| 28  | Jean-Michel Cazes         | Vinicultor                                       | França                           | 1935  | [ 91 ] |
| 29  | Alysson Paulinelli        | Agrônomo e político                              | Brasil                           | 1936  | [ 92 ] |
| 29  | Carlos Alberto Montaner   | Jornalista e escritor                            | Cuba                             | 1943  | [ 93 ] |
| 29  | Alan Arkin                | Ator                                             | Estados Unidos                   | 1934  | [ 94 ] |
| 29  | Tapley Seaton             | Político                                         | São Cristóvão e Neves            | 1950  | [ 95 ] |
| 30  | Vahidin Musemić           | Futebolista                                      | Bósnia e Herzegovina/ Iugoslávia | 1946  | [ 96 ] |
| 30  | Micere Githae Mugo        | Dramaturga e poetisa                             | Quênia                           | 1942  | [ 97 ] |
| 30  | Bob Fernley               | Empresário                                       | Reino Unido                      | 1953  | [ 98 ] |
| 30  | Gil Rocha                 | Jornalista e narrador esportivo                  | Brasil                           | 1959  | [ 99 ] |